# Manuel Schäffler
Manuel Schäffler (Fürstenfeldbruck, 1989. február 6. –) német korosztályos válogatott labdarúgó, az 1. FC Nürnberg játékosa.

## Statisztika
2021. január 31-i állapot szerint.
| Klub             | Szezon   | Bajnokság | Bajnokság | Kupa     | Kupa  | Egyéb    | Egyéb | Összesen | Összesen |
| Klub             | Szezon   | Mérkőzés  | Gólok     | Mérkőzés | Gólok | Mérkőzés | Gólok | Mérkőzés | Gólok    |
| ---------------- | -------- | --------- | --------- | -------- | ----- | -------- | ----- | -------- | -------- |
| 1860 München II  | 2006-07  | 3         | 0         | —        | —     | —        | —     | 3        | 0        |
| 1860 München II  | 2007-08  | 24        | 7         | —        | —     | —        | —     | 24       | 7        |
| 1860 München II  | 2008-09  | 3         | 2         | —        | —     | —        | —     | 3        | 2        |
| 1860 München II  | 2009-10  | 16        | 6         | —        | —     | —        | —     | 16       | 6        |
| 1860 München II  | 2011-12  | 3         | 1         | —        | —     | —        | —     | 3        | 1        |
| 1860 München     | 2007-08  | 1         | 0         | 0        | 0     | —        | —     | 1        | 0        |
| 1860 München     | 2008-09  | 32        | 4         | 1        | 0     | —        | —     | 33       | 4        |
| 1860 München     | 2009-10  | 10        | 0         | 1        | 0     | —        | —     | 11       | 0        |
| 1860 München     | 2011-12  | 14        | 1         | 1        | 0     | —        | —     | 15       | 1        |
| MSV Duisburg     | 2010-11  | 21        | 4         | 4        | 1     | —        | —     | 25       | 5        |
| MSV Duisburg II  | 2010-11  | 2         | 1         | —        | —     | —        | —     | 2        | 1        |
| Ingolstadt 04    | 2011-12  | 10        | 2         | 0        | 0     | —        | —     | 10       | 2        |
| Ingolstadt 04    | 2012-13  | 23        | 4         | 0        | 0     | —        | —     | 23       | 4        |
| Ingolstadt 04    | 2013-14  | 8         | 0         | 1        | 1     | —        | —     | 9        | 1        |
| Ingolstadt 04 II | 2011-12  | 1         | 0         | —        | —     | —        | —     | 1        | 0        |
| Ingolstadt 04 II | 2012-13  | 1         | 1         | —        | —     | —        | —     | 1        | 1        |
| Ingolstadt 04 II | 2013-14  | 2         | 0         | —        | —     | —        | —     | 2        | 0        |
| Holstein Kiel    | 2013-14  | 10        | 0         | 0        | 0     | —        | —     | 10       | 0        |
| Holstein Kiel    | 2014-15  | 37        | 10        | 1        | 0     | —        | —     | 38       | 10       |
| Holstein Kiel    | 2015-16  | 37        | 3         | 1        | 0     | —        | —     | 38       | 3        |
| Wehen Wiesbaden  | 2016-17  | 36        | 13        | 0        | 0     | —        | —     | 36       | 14       |
| Wehen Wiesbaden  | 2017-18  | 36        | 22        | 2        | 0     | —        | —     | 38       | 22       |
| Wehen Wiesbaden  | 2018-19  | 32        | 16        | 2        | 1     | 2        | 0     | 36       | 17       |
| Wehen Wiesbaden  | 2019-20  | 32        | 19        | 0        | 0     | —        | —     | 32       | 19       |
| 1. FC Nürnberg   | 2020-21  | 16        | 8         | 0        | 0     | —        | —     | 16       | 8        |
| Összesen         | Összesen | 411       | 122       | 13       | 3     | 4        | 0     | 428      | 125      |

## Sikerei, díjai

### Klub
- Holstein Kiel
  - Schleswig-Holstein labdarúgókupa győztes: 2014
- Wehen Wiesbaden
  - Hessenpokal győztes: 2017, 2019

### Egyéni
- 3. Liga gólkirálya: 2017–18